# Cracking Up
Cracking Up è un singolo del gruppo musicale britannico The Jesus and Mary Chain, pubblicato il 6 aprile 1998 come primo estratto dall'album Munki.
Raggiunse il n° 35 delle classifiche britanniche.

## Tracce
Testi e musiche di W. Reid, eccetto ove indicato.

### 7"
Lato A
1. Cracking Up - 4:44

Lato B
1. Rocket - 3:00 (Ben Lurie)

### CD
1. Cracking Up - 4:43
2. Hide Myself - 3:30 (J. Reid)
3. Rocket - 3:00 (Ben Lurie)
4. Commercial - 3:24

## Formazione
- Jim Reid - voce, chitarra
- William Reid - chitarra
- Ben Lurie - basso, chitarra
- Nick Sanderson - batteria

### Produzione
- Dick Meaney - registrazione e missaggio